# Daewoo Automobile

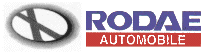
Logo von 1994 bis 1997. Der Markenname leitet sich von România Daewoo ab.

SC Daewoo Automobile SA Romania ist ein ehemaliger Automobilhersteller aus Craiova, Rumänien.

## Geschichte
Das Unternehmen entstand im Jahre 1994 durch die Bildung eines Joint Ventures durch Automobile Craiova und Daewoo, welches sich mit 51 Prozent beteiligte. Für eine Investition von mehr als 800 Millionen USD erhielt Daewoo eine siebenjährige Befreiung von Einfuhrzöllen und eine Befreiung von der Körperschaftssteuer für fünf Jahre. Andere Quellen nennen Investitionssummen von 700 oder 900 Millionen USD.
Nach der Insolvenz von Daewoo in Korea 1999 und der Übernahme durch General Motors im Jahr 2002 schien GM kein Interesse am rumänischen Werk zu haben, obwohl es profitabel war und beständig steigende Umsätze vorweisen konnte.
Im September 2006 übernahm die rumänische Regierung die Anteile von Daewoo für 60 Millionen USD. Im September 2007 erwarb Ford (als einziger Bieter) für 57 Millionen USD 72,4 % des Kapitals von Automobile Craiova, verbunden mit der Zusage, 675 Millionen USD in die Produktionsanlagen zu investieren und zusätzliche Stellen zu schaffen. Dabei übernahm Ford mehrheitlich sowohl Automobile Craiova als auch Daewoo Automobile.
Zum Zeitpunkt der Übernahme durch Ford wurde für das Werk in Craiova eine jährliche Produktionskapazität von 100.000 Fahrzeugen, 150.000 Motoren und 200.000 Getrieben angegeben.